# Antequera
Antequera è un comune spagnolo di 41.318 abitanti situato nella comunità autonoma dell'Andalusia.

## Storia
Sorge ai piedi del Torcal de Antequera di 1.369 metri all'incrocio d'importanti vie di comunicazione. Di origine romana chiamata Anticuaria, fu poi un importante centro arabo col nome di Medina Antakira. Riconquistata nel 1410 è oggi un moderno centro agricolo dedicato soprattutto alla coltivazione dell'ulivo e dei cereali.

## Geografia fisica

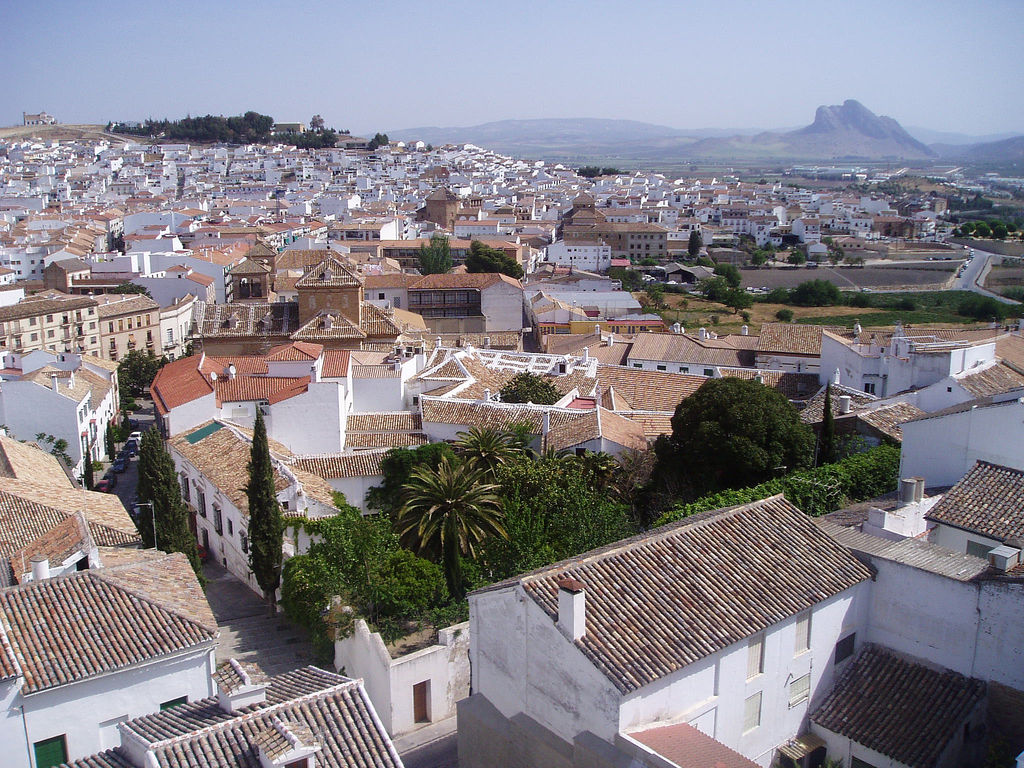
Vista parziale della città. Sullo sfondo, il rilievo Peña de los Enamorados.

L'altimetria di quasi tutto il comune risulta compresa tra i 400 e i 600 metri, la massima altezza è il Cerro de la Cruz nella Sierra de Camarolos, di 1.443 metri. La pianura dove si trova Antequera è piatta, fatta eccezione per la Peña de los Enamorados, scoglio solitario di 880 metri. Il territorio comunale è attraversato da est a ovest dal Guadalhorce, mentre nella parte sudorientale scorre il Guadalmedina.

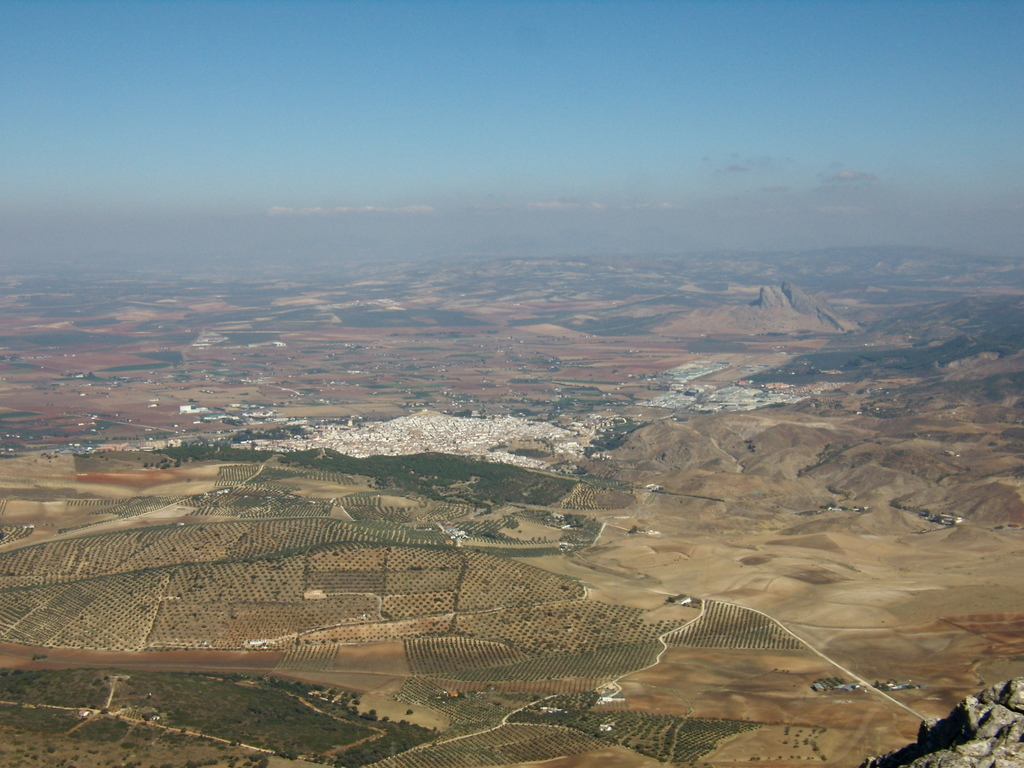
Vista dalla Vega de Antequera. Al centro la città, sulla destra la Peña de los Enamorados.

## Luoghi d'interesse

### Architetture religiose
- Chiesa Real Colegiata de Santa María la Mayor (1514–1550), un monumento nazionale costruito nel periodo della transizione tra lo stile tardo gotico e il Rinascimento. Per la costruzione della facciata furono utilizzate pietre della città romana abbandonata di Singilia Barba, situata a nord di Antequera;
- Chiesa Real Colegiata de San Sebastián, costruita a partire dal 1548. originariamente in stile rinascimentale, con portale plateresco e campanile rococò del 1709;
- Chiesa di Santa Maria la Mayor del XV secolo, ha una facciata plateresca e interno con fastose cappelle;
- Chiesa di San Pedro (XVI secolo), con tracce di un edificio gotico preesistente;
- Chiesa di San Giovanni Battista (Finita nel 1584). Ha una facciata austera con un interno barocco;
- Chiesa del Carmen, dichiarata monumento nazionale, è stata costruita dal 1583 al 1633 in stile mudejar con soffitto a cassettoni, all'interno vanta un bel retablo in stile churriguerresco;
- Chiesa di Santiago (1522);
- Cappella della Virgen del Socorro, una piccola chiesa isolata nell'area del porto costruita nel 1715;
- Chiesa di San Juan de Dios. Costruita tra la seconda metà del XVII secolo e la fine del XVIII secolo, fu fondata dai padri dell'Ordine ospedaliero di San Giovanni di Dio che ne ordinarono la costruzione al loro arrivo ad Antequera. La facciata di San Juan de Dios è costituita da un rettangolo affiancato da due grandi lesene e trabeazioni toscane, sulle quali si appoggia il campanile. La pietra arenaria utilizzata per la facciata proviene dalle rovine della città romana di Singilia Barba, vicino a quello che è oggi Antequera, ad eccezione della copertura che è realizzata in calcare rosso proveniente dal vicino parco naturale El Torcal. L'interno del tempio è un gioiello barocco andaluso, con la sua decorazione fatta prevalentemente con motivi vegetali e animali. Questi motivi ornamentali raggiungono il loro picco nella cupola del transetto. La pala dell'altare ospita, nella nicchia centrale, una bella scultura dell'Immacolata Concezione, accompagnata ai lati da San Gioacchino e Sant'Anna.

- Convento de la Encarnación (1580), in stile Manierista-Mudéjar, con soffitto a cassettoni mudéjar;
- Convento di Belén (inizi del XVI secolo);
- Convento di Madre de Dios de Monteagudo (1747–1761), con campanile barocco;
- Monastero Reale di San Zoilo, fondato nel 1500 in stile gotico. È stato dichiarato monumento nazionale.

### Architetture e luoghi laici
- il Palacio de Najera del XVIII secolo in cui ha sede il Museo Municipal istituito nel 1966 per custodire importanti opere del periodo romano fra le quali il celebre Efebo di Antequera, bronzo del I secolo d.C., oggetti di storia ed etnografia locali e sculture, pitture e oreficeria andaluse dei secoli XVI-XVIII.
- Arco de los Gigantes eretto nel 1585 per il re Filippo II di Spagna

- Alcazaba di origine romana, rifatta dai Visigoti e poi dagli Arabi: resta solo una torre quadrata del XIII secolo detta del Papabellotas.

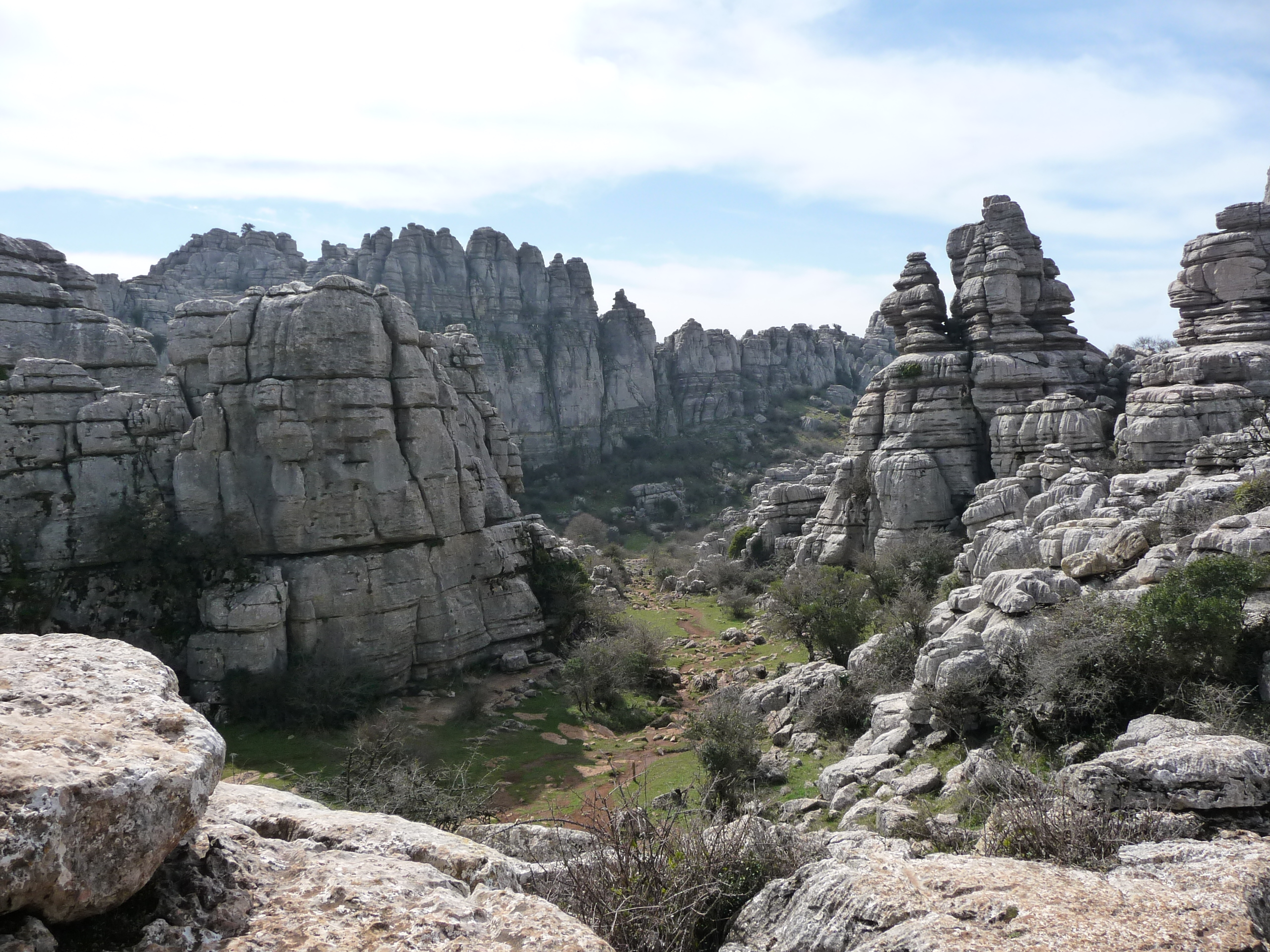
Il Torcal de Antequera.

- Nella periferia della città, sulla strada per Granada, sorgono tre grandi dolmen chiamati rispettivamente Dolmen di Menga, Dolmen di Viera e, poco distante, Tholos del Romeral. Di questi, il Dolmen de Menga è il più vasto essendo profondo circa 17 m, largo circa 7 ed alto mediamente 3,45 metri. All'interno vi sono due pilastri con incisioni antropomorfe, mentre altre incisioni sono presso l'ingresso.

- A 16 km a sud c'è il Parque Natural del Torcal de Antequera, istituito nel 1978, vasto territorio di 1200 ettari in cui sono sparsi blocchi di marmo rosso erosi dalla pioggia e dai venti in forme strane che lo fanno assomigliare ad una città pietrificata.

Inoltre, vi si trovano:
- La Plaza de Toros è databile attorno al 1848 e fu ricostruita all'inizio del 1984.
- Gli scavi dei bagni romani possono essere visitati nella parte sud orientale della città.
- Villa romana di Estación: (I secolo a.C al IV secolo d.C.).
- La Angostura
- Peña de los Enamorados

## Amministrazione

### Gemellaggi
- Agde,  Francia